# Leucothoe procera
Leucothoe procera är en kräftdjursart som beskrevs av Charles Spence Bate 1857. Leucothoe procera ingår i släktet Leucothoe och familjen Leucothoidae. Inga underarter finns listade i Catalogue of Life.